# Principio variazionale
Un principio variazionale, in generale, è un metodo utilizzabile per risolvere un dato problema scientifico (solitamente fisico) con gli strumenti del calcolo delle variazioni.

## Esempi
Per esempio, il principio variazionale valido in meccanica quantistica corrisponde all'affermazione: se si calcola il valore medio dell'operatore hamiltoniano su una funzione d'onda arbitraria, il valore calcolato non sarà mai inferiore all'energia dello stato fondamentale.
L'importanza pratica di questo principio è di permettere un metodo (metodo variazionale) approssimato per risolvere l'equazione di Schrödinger.
La funzione d'onda arbitraria, dipendente in generale da vari parametri, si chiama funzione d'onda di prova, e appartiene in generale a un sottoinsieme dello spazio di Hilbert del sistema. Se si sceglie oculatamente la funzione
di prova ci si avvicina molto al valore dell'energia minima. In questo processo è di grande aiuto lo studio delle simmetrie del sistema, le quali permettono di ricavare importanti proprietà delle autofunzioni dell'operatore Hamiltoniano.